# Lao Loum

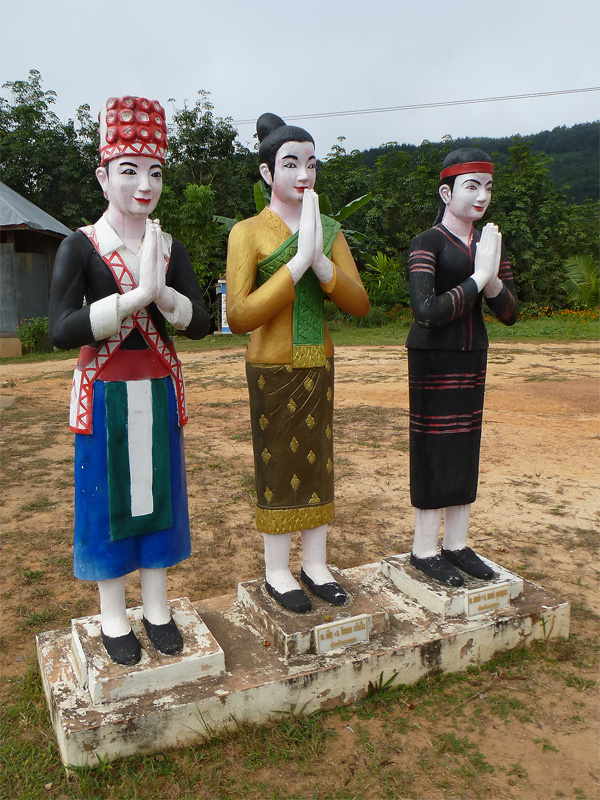
Darstellung der drei Hauptgruppen der Bevölkerung von Laos am That Luang Namtha: Lao Loum in der Mitte.

Die Lao Loum oder Lao Lum (laotisch ລາວລຸ່ມ, ALA-LC: lāo lum, Aussprache: [láːw lum], „Tiefland-Laoten“) sind eine der drei von der Regierung definierten Kategorien in der Bevölkerung von Laos. Diese sind nicht in erster Linie ethnisch, sondern topographisch nach dem Lebensraum definiert. Lao Loum umfasst die Völker, die typischerweise in den Tälern und Flachlandgebieten entlang des Mekong siedeln. Sie machen rund 65 % der Bevölkerung von Laos aus (Stand 2005). Zu ihnen werden die Mehrheitsethnie der Lao, aber auch kleinere Tai-Volksgruppen wie Phuan, Phuthai und Tai Lü zusammengefasst.
Implizit gehen mit der Einteilung auch Aussagen über Sprache, Besiedlungsgeschichte und Lebensweise einher. Traditionelle Lebensgrundlage der Lao Loum ist der Nassreisfeldbau, insbesondere Klebreis. Ihre Sprachen und Dialekte gehören zu den Tai-Sprachen. Die Religion der überwiegenden Mehrheit der Lao Loum ist der Theravada-Buddhismus, teilweise vermischt mit animistischen Elementen. Die Vorfahren der Lao Loum haben vermutlich im 9. bis 12. Jahrhundert von Norden und Nordosten her das heutige Laos besiedelt, wobei sie die alteingesessenen Vorfahren der Lao Theung in die Hügel- und Gebirgsländer vertrieben.